# Elección de liderazgo de la Unión Demócrata Cristiana de Alemania de diciembre de 2021
La elección de liderazgo de la Unión Demócrata Cristiana de Alemania de diciembre de 2021 se llevó a cabo en diciembre de 2021, tras la renuncia del presidente del partido Armin Laschet debido a los decepcionantes resultados de la CDU en las elecciones federales de 2021.
El líder del partido fue elegido indirectamente por una convención del partido, aunque por primera vez la CDU celebró una votación entre sus miembros para decidir el candidato que debería ser propuesto por la junta ejecutiva del partido. Aunque la convención no estaba obligada a elegir a los candidatos propuestos, el voto de los miembros se consideraba políticamente vinculante. La votación en línea de los miembros tuvo lugar entre el 4 de diciembre y el 16 de diciembre de 2021 y la convención en Hannover del 22 de enero de 2022 formalizó la elección de Friedrich Merz.

## Candidatos
| Foto | Nombre                    | Cargos ocupados | Estado                      | Anuncio de candidatura  |
| ---- | ------------------------- | --- | --------------------------- | ----------------------- |
|      | Friedrich Merz (n. 1955)  | Líder del grupo parlamentario CDU/CSU en el Bundestag y líder de la oposición (2000–2002) Miembro del Bundestag (1994–2009, 2021–presente) Miembro del Parlamento Europeo (1989–1994) | Renania del Norte-Westfalia | 15 de noviembre de 2021 |
|      | Norbert Röttgen (n. 1965) | Presidente del Comité de Asuntos Exteriores del Bundestag (2014–presente) Miembro del Bundestag (1994–presente) Ministro Federal de Medio Ambiente, Protección de la Naturaleza y Seguridad Nuclear (2009–2012) Vicepresidente de la Unión Demócrata Cristiana de Alemania (2010–2012) Presidente de la Unión Demócrata Cristiana en Renania del Norte-Westfalia (2010–2012) | Renania del Norte-Westfalia | 12 de noviembre de 2021 |
|      | Helge Braun (n. 1972)     | Ministro Federal de Asuntos Especiales y Jefe de la Cancillería Federal (2018–2021) Miembro del Bundestag (2009–presente) Ministro de Estado para la Reducción de la Burocracia y Relaciones Federal-Estatales (2009–2013) Secretario de Estado Parlamentario para Educación e Investigación (2009–2013)                                                                     | Hesse                       | 12 de noviembre de 2021 |

## Encuestas
| Fecha          | Encuestadora    | Muestra | Braun | Röttgen | Merz | Linnemann | Spahn | Brinkhaus | Indeciso/ No sabe |
| -------------- | --------------- | ------- | ----- | ------- | ---- | --------- | ----- | --------- | ----------------- |
| 23-24 Nov 2021 | Infratest Dimap | 1,239   | 14 %  | 20 %    | 48 % | -         | -     | -         | 18 %              |
| 10-16 Nov 2021 | Kantar          | 1,433   | 9 %   | 26 %    | 45 % | -         | -     | -         | 20 %              |
| 4-5 Nov 2021   | Forsa           | 1,004   | -     | 19 %    | 27 % | 5 %       | 12 %  | 13 %      | 24 %              |
| 2-3 Nov 2021   | Civey           | 5,012   | -     | 24 %    | 37 % | 12 %      | 2 %   | 8 %       | 17 %              |
| 28-29 Nov 2021 | Forsa           | 1,000   | -     | 24 %    | 29 % | 9 %       | 7 %   | 8 %       | 23 %              |
| 26-27 Oct 2021 | Infratest Dimap | 1,239   | -     | 25 %    | 36 % | 9 %       | 14 %  | 6 %       | 10 %              |

## Resultados
La CDU dio a conocer los resultados el 17 de diciembre. Con una participación del 66,02%, Friedrich Merz obtuvo la mayoría necesaria en primera vuelta.
| Candidato        | Votos   | %      |
| ---------------- | ------- | ------ |
| Friedrich Merz   | 158.328 | 62,1 % |
| Norbert Röttgen  | 065.779 | 25,8 % |
| Helge Braun      | 030.850 | 12,1 % |
| Total            | 254.957 |        |
| Votos en línea   | 132.638 | 52,0 % |
| Votos por correo | 122.319 | 48,0 % |

En la conferencia digital federal de la CDU del 22 de enero de 2022, siguió una elección en la que Friedrich Merz fue confirmado con el 94,6% de los votos.